# Кантор, Мориц Бенедикт
Мориц Бенедикт Кантор (нем. Moritz Benedikt Cantor; 23 августа 1829, Мангейм — 10 апреля 1920, Гейдельберг) — немецкий историк математики.
Написавший книгу «Geschichte der Mathematik», состоявшую из 3 томов, напечатанную маленьким шрифтом объёмом около 3600 страниц (его сотрудники дополнили книгу четвёртым томом)

## Биография
В 1851 году — доктор Гейдельбергского университета, позже там же — профессор. С 1859 года Кантор стал принимать участие в «Zeitschrift für Mathematik und Physik», где работал редактором исторического отдела, выделенного в особое издание в 1879 году.
В истории математики Кантор был известен как оппонент и критик трактовок Густава Яльмара Энестрёма.

## Память
В 1970 году Международный астрономический союз присвоил имя Морица Кантора кратеру на обратной стороне Луны.